# Gonolek ardoisé
Laniarius funebris
Espèce
Statut de conservation UICN

 LC  : Préoccupation mineure
Le Gonolek ardoisé (Laniarius funebris) est une espèce d'oiseaux passereaux de la famille des Malaconotidae.
Cet oiseau vit en Afrique de l'Est.